# Давтян, Вардгес Ашотович
Вардгес Ашотович Давтян  (арм. Վարդգես Դավթյան) (род. 17 мая 1961, Ереван) ― советский и армянский врач-психиатр, прозаик, публицист. Автор около 200 научных, научно-популярных, художественных и публицистических работ. Научные исследования касаются проблем истории психиатрической лекарственной терапии в Армении, вопросов социально-клинической психиатрии, примеры психиатрии в армянской литературы, политической психологии и психотерапии.
С 2000 года живет и работает в США. Калифорнийский член Союза писателей Америки.

## Биография
Вардгес Давтян родился 17 мая 1961 года в Ереване в семье педагога Ашота Давтяна и педиатра Сирана Саркисяна. В 1979-1985 годах учился на лечебном факультете Ереванского государственного медицинского института. Параллельно с учебой работал медбратом в Норкской республиканской психиатрической больнице. В 1985-1987 годах прошел ординатуру на кафедре психиатрии Ереванского государственного медицинского института, обучаясь у психиатра, академика Андраника Меграбяна.
Встреча и работа с Андраником Меграбяном были важны для Давтяна при выборе профессии психиатра. В своей профессиональной деятельности он руководствуется тезисом Меграбяна «Если психиатр не философ, то он ремесленник».
В 1994 году защитил диссертацию и получил степень кандидата филологических наук в Институте литературы имени Манука Абегяна по теме «Психолого-психоаналитические грани творчества Ованеса Туманяна».
С 2000 года живет в США. Женат, двое сыновей.

## Деятельность
В 1987-1991 годах Вардгес Давтян работал на кафедре психиатрии и медицинской психологии Ереванского государственного медицинского института младшим научным сотрудником, затем доцентом. Преподавал курс «Медицинская психология» на лечебном и педиатрическом факультетах.
В 1990-1992 годах Давтян был основателем и редактором медицинского журнала «Нарек». В 1990–1998 годах был членом правления Армянской ассоциации психиатров и наркологов, членом редакционной коллегии журналов «Здоровье» и «Спирит». В 1992-2000 годах работал психиатром-психотерапевтом в поликлинике Ереванского Медицинского Объединения № 8. В 1992-1993 годах читал лекции в Университете практической психологии и социологии Урарту в Ереване. В 1993–1998 годах работал по совместительству в Аппарате первого президента Республики Армения Левона Тер-Петросяна в качестве ведущего специалиста, занимающегося анализом психологических аспектов государственной пропаганды.
В 1997-1998 годах был главным редактором официальной газеты «Айк». После переезда в США вел передачи «Психиатр приглашает на беседу» и «Прощай, грусть» на телеканалах Лос-Анджелеса.

## Отзывы
- Армянский литературовед Сергей Саринян сказал о Давтяне:

При первой же встрече с психиатром-психологом Вардгесом Давтяном я был удивлен его знанием армянской и мировой литературы, его уникальным восприятием литературных явлений. По этому поводу я обратил его внимание на широкую область исследований, связанную с его профессией - психоанализ литературы, который является одним из основных методов современной литературы. Некоторое время спустя министр провел исследование классической литературы Ованеса Туманяна, которое фактически является настоящим смыслом первого опыта литературного психоанализа в совершенно новом опыте, за что ему была присвоена степень доктора филологических наук.— 
- Ссылаясь на книгу Давтяна «Сияющие тени», Горг Кристинян отметил:

этой книги приходит к убеждению, что писатель должен учитывать состояние нашего современного читателя в свободное время, понимая, что это сбивающее с толку век информационных технологий может помочь книге на короткое время выживать.— 
- О психиатрическом руководстве Давтяна рассказал психиатр Константин Даниелян:

Просто непростительно, что до сих пор мы не написали всеобъемлющего труда или руководства, посвященного психиатрии в целом, обсуждению ее сложных и актуальных вопросов в частности. В этой связи самой высокой оценки заслуживает издание руководства по психиатрии практического врача, психиатра Вардгеса Давтяна.— 
- Эдуард Шахвердян, занимающийся популяризацией творчества Давтяна:

Работы Вардгеса Давтяна отличаются небольшим объемом и большой глубиной. Его герой ― простой человек, живущий в Армении или Америке, со своими проблемами и переживаниями.— 
- Армянский философ Горг Хрлопян, говоря о творчестве Давтяна, сказал:

Вардгес Давтян ― ученый, преданный своей профессии и своему народу.— 
- Литературный критик Ани Пашаян:

Одна из важнейших задач литературы ― изобразить современного человека. Выбирать из сотен людей, того, кто близок к философии писателя и  «сделать его более известным», превратив его в литературного героя. Такой прием не всегда срабатывает. Вардгесу Давтяну это удалось. Его психологические романы, необычные заголовки, всегда читаются с восторгом, потому что их пишут экономящие время и любящие читатели.— 

## Публикации на английском языке
- Вардгес Давтян, Об одном аспекте генерализованной тревоги (Acta Psychiatrica Scandinavica, 1998, 98 (Дополнение 393); Munksdard, 1998, с. 30.
- Вардгес Давтян, я Джек. Джек в кабине (Сборник заметок) - Одиннадцать, одиннадцать (Журнал литературы и искусства), выпуск 23, Сан-Франциско, 2017, стр. 215-220.